# بيدرو فيغا زامبرانو
بيدرو فيغا زامبرانو (بالإسبانية: Pedro Vega Zambrano)‏ هو لاعب كرة قدم مكسيكي، ولد في 29 يونيو 1958 في مدينة مكسيكو في المكسيك. لعب مع نادي أمريكا.